# 鈴木絢女
鈴木 絢女（すずき あやめ 1977年 - ）は、日本の国際政治学者。立教大学法学部教授。専攻は東南アジアの開発と民主主義に関する研究。神奈川県横浜市出身。

## 来歴・人物
1977年横浜生まれ。慶應義塾大学法学部卒業後、東京大学大学院総合文化研究科修土課程に入学。2008年に博士（学術）を取得。日本学術振興会特別研究員、マレーシア国立マラヤ大学ポスドク・フェローの後、福岡女子大学、同志社大学を経て、2024年度より現職。

## 受賞歴
- 2022年 - 中曽根康弘賞奨励賞受賞[2]

## 著書
- 『〈民主政治〉の自由と秩序―マレーシア政治体制論の再構築』（京都大学学術出版会、2010年）ISBN 978-4876989393
- 『学問キャリアの作り方』共著（大学教育出版、2014年）ISBN 978-4864292603

## 論文
- 「現代マレーシアの政治体制--1971年憲法(改正)法案をめぐる政治過程」『国際関係論研究』（2005年）
- 「マハティール政権下のマレーシア--「イスラーム先進国」をめざした22年」『国際政治』（2008年、共著）
- 「マレーシアにおける結社の自由の制限と協議的政治過程」『東南アジア学会会報』（2008年）
- 「「新経済モデル」に向けた経済,行政,対外関係の刷新」『アジア動向年報』（2011年）
- 「政府主導の漸進的政治改革と高所得国家入りへの不確かな道程」『アジア動向年報』（2012年）